# Пракенбах
Пракенбах (њем. Prackenbach) општина је у њемачкој савезној држави Баварска. Једно је од 24 општинска средишта округа Реген. Према процјени из 2010. у општини је живјело 2.698 становника. Посједује регионалну шифру (AGS) 9276135.

## Географски и демографски подаци
Пракенбах се налази у савезној држави Баварска у округу Реген. Општина се налази на надморској висини од 495 метара. Површина општине износи 40,1 km². У самом мјесту је, према процјени из 2010. године, живјело 2.698 становника. Просјечна густина становништва износи 67 становника/km².